# Prossima fermata Asia
Prossima fermata Asia (Great Asian Railway Journeys) è un documentario inglese trasmesso in prima visione nel Regno Unito dal 2020 su BBC Two.
Il programma, presentato da Michael Portillo, è un reportage in cui il conduttore effettua dei viaggi in Hong Kong, Tailandia, Vietnam, Indonesia, Malaysia per terminare a Singapore, a bordo dei treni e con l'ausilio di una copia della Guida Bradshaw del 1913.
La prima stagione venne trasmessa nel 2020 dalla BBC Two. In Italia venne trasmessa dal 7 settembre 2023 su Rai 5.
In questa serie Portillo è doppiato, da Dario Oppido.

## Episodi
Il programma è stato trasmesso per la prima volta in 20 episodi da 30 minuti nelle sere consecutive dei giorni feriali su BBC Two, a partire dal 27 gennaio 2020. È stato ritrasmesso settimanalmente in dieci episodi da 60 minuti a partire dal 4 aprile 2020. In Italia sono stati trasmessi quelli da dieci episodi.

### Prima stagione (2020)

#### Versione corta
| Num. | Titolo                                  | Prima TV UK      |
| ---- | --------------------------------------- | ---------------- |
| 1    | "Da Kowloon a Wan Chai"                 | 27 gennaio 2020  |
| 2    | "Dall'Università di Hong Kong a Lantau" | 28 gennaio 2020  |
| 3    | "Da Chiang Mai a Lampang"               | 29 gennaio 2020  |
| 4    | "Da Ayutthaya a Khwae Noi"              | 30 gennaio 2020  |
| 5    | "Bangkok"                               | 31 gennaio 2020  |
| 6    | "Da Bangkok a Hua Hin"                  | 3 febbraio 2020  |
| 7    | "Da Ho Chi Minh a Phan Thiết"           | 4 febbraio 2020  |
| 8    | "Da Đà Nẵng a Hội An"                   | 5 febbraio 2020  |
| 9    | "Da Huế a Ninh Bình"                    | 6 febbraio 2020  |
| 10   | "Da Hanoi a Baia di Ha Long"            | 7 febbraio 2020  |
| 11   | "Da Giacarta a Bogor"                   | 10 febbraio 2020 |
| 12   | "Da Giacarta a Borobudur/Kutoarjo"      | 11 febbraio 2020 |
| 13   | "Da Yogyakarta a Ambarawa"              | 12 febbraio 2020 |
| 14   | "Da Ambarawa a Surabaya"                | 13 febbraio 2020 |
| 15   | "Da Penang a Kuala Kangsar"             | 14 febbraio 2020 |
| 16   | "Da Kuala Kangsar a Cameron Highlands"  | 17 febbraio 2020 |
| 17   | "Da Kuala Lumpur a Malacca"             | 18 febbraio 2020 |
| 18   | "Da Malacca a Johor Bahru"              | 19 febbraio 2020 |
| 19   | "Da Raffles Place ai Giardini botanici" | 20 febbraio 2020 |
| 20   | "Da Chinatown a Gardens by the Bay"     | 21 febbraio 2020 |

#### Versione lunga
| Num. | Titolo                          | Prima TV UK      | Prima TV Italia   |
| ---- | ------------------------------- | ---------------- | ----------------- |
| 1    | "Hong Kong"                     | 4 aprile 2020    | 7 settembre 2023  |
| 2    | "Da Chiang Mai a Khwae Noi"     | 11 aprile 2020   | 8 settembre 2023  |
| 3    | "Da Bangkok a Hua Hin"          | 18 aprile 2020   | 11 settembre 2023 |
| 4    | "Da Ho Chi Minh a Hội An"       | 25 aprile 2020   | 12 settembre 2023 |
| 5    | "Da Huế a Baia di Ha Long"      | 2 maggio 2020    | 13 settembre 2023 |
| 6    | "Da Giacarta a Borobudur"       | 9 maggio 2020    | 14 settembre 2023 |
| 7    | "Da Yogyakarta a Surabaya"      | 16 maggio 2020   | 15 settembre 2023 |
| 8    | "Da Penang a Cameron Highlands" | 30 novembre 2019 | 18 settembre 2023 |
| 9    | "Da Kuala Lumpur a Johor Bahru" | 30 novembre 2019 | 19 settembre 2023 |
| 10   | "Singapore"                     | 30 novembre 2019 | 20 settembre 2023 |